# Cebrennus
Genre
Synonymes
- Cebrenis Simon, 1874 nec Stål, 1862
- Cerbalopsis Jézéquel & Junqua, 1966

Cebrennus est un genre d'araignées aranéomorphes de la famille des Sparassidae.

## Distribution
Les espèces de ce genre se rencontrent en Afrique du Nord, à Malte, au Moyen-Orient et en Asie centrale.

## Liste des espèces
Selon World Spider Catalog (version 25.0, 05/02/2024) :
- Cebrennus aethiopicus Simon, 1880
- Cebrennus atlas Jäger, 2014
- Cebrennus castaneitarsis Simon, 1880
- Cebrennus concolor (Denis, 1947)
- Cebrennus cultrifer Fage, 1922
- Cebrennus flagellatus Jäger, 2014
- Cebrennus intermedius Jäger, 2000
- Cebrennus kazakhstanicus Fomichev & Marusik, 2022
- Cebrennus kochi (O. Pickard-Cambridge, 1872)
- Cebrennus laurae Jäger, 2014
- Cebrennus logunovi Jäger, 2000
- Cebrennus mayri Jäger, 2000
- Cebrennus powelli Fage, 1922
- Cebrennus rambodjavani Moradmand, Zamani & Jäger, 2016
- Cebrennus rechenbergi Jäger, 2014
- Cebrennus rungsi Jäger, 2000
- Cebrennus sumer Al-Khazali & Jäger, 2019
- Cebrennus tunetanus Simon, 1885
- Cebrennus villosus (Jézéquel & Junqua, 1966)
- Cebrennus wagae (Simon, 1874)

## Systématique et taxinomie
Cebrenis Simon, 1874, préoccupé par Cebrenis Stål, 1862, a été remplacé par Cebrennus par Simon en 1880.
Cerbalopsis a été placé en synonymie par Jäger en 2000.

## Publications originales
- Simon, 1880 : « Révision de la famille des Sparassidae (Arachnides). » Actes de la Société Linnéenne de Bordeaux, vol. 34, p. 223-351 (texte intégral).
- Simon, 1874 : « Études arachnologiques. 3e mémoire. V. Révision des espèces européennes de la famille des Sparassidae. » Annales de la Société Entomologique de France, sér. 5, vol. 4, p. 243-279 (texte intégral).